# Breaker Island
Breaker Island (von englisch breaker ‚Sturzwelle, Brandungswelle‘) ist eine kleine Felseninsel im westantarktischen Palmer-Archipel. Sie liegt unmittelbar südwestlich des Norsel Point vor der Südwestküste der Anvers-Insel.
Der Falkland Islands Dependencies Survey führte 1955 eine Vermessung der Insel durch. Das UK Antarctic Place-Names Committee benannte sie 1957 zunächst als Breaker Islet, ab 1960 in der heutigen Form, nach dem Wellenbrechen an ihrer Küste.